# Кшенцин (Малопольское воеводство)

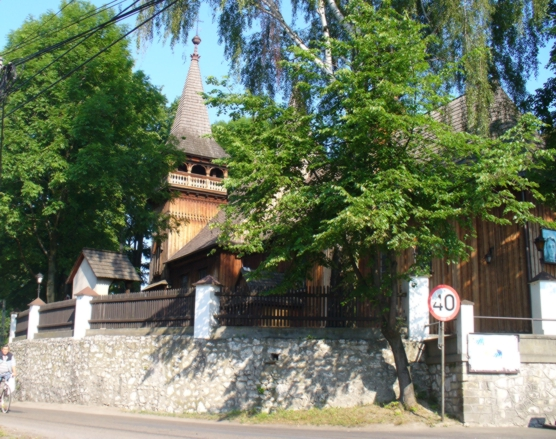
Церковь Рождества Пресвятой Девы Марии

Кше́нцин (пол. Krzęcin) — село в Польше в сельской гмине Скавина Краковского повета Малопольского воеводства.

## География
Село располагается в 8 км от административного центра гмины города Скавина и в 19 км от административного центра воеводства города Краков.
В 1975—1998 годах село входило в состав Краковского воеводства.

## Население
По состоянию на 2013 год в селе проживало 1 589 человека.
| 2008  | 2013  |
| ----- | ----- |
| 1 601 | 1 589 |

| Перепись  | Всего   | Всего | Женщины | Женщины | Мужчины | Мужчины |
| --------- | ------- | ----- | ------- | ------- | ------- | ------- |
| Единицы   | человек | %     | человек | %       | человек | %       |
| Население | 1 589   | 100   | 795     | 50,03   | 794     | 49,97   |

## Достопримечательности
- Церковь Рождества Пресвятой Девы Марии. Памятник культуры Малопольского воеводства (№ А-473[4]).